# Universitat de Lehigh
La Universitat de Lehigh és una universitat privada situada a Bethlehem (Pennsilvània), a la vall de Lehigh (Comtat de Lehigh) dels Estats Units. Va ser fundada el 1865 per Asa Packer com a escola tècnica de quatre anys, però ha crescut fins a incloure estudis en una àmplia varietat de disciplines. L'any 2012 la universitat tenia matriculats 4.883 estudiants de pregrau i 2.187 estudiants de postgrau.
Segons The Wall Street Journal, Lehigh ocupa el lloc número 12 dels Estats Units pel que fa a Retorn de la inversió (ROI). La universitat compta amb més de 680 professors, entre els quals s'inclouen o s'han inclòs diversos Premi Nobel, Premi Pulitzer, Premi Fulbright Fellowship, i membres de l'Acadèmia Americana de les Arts i les Ciències i de l'Acadèmia Nacional de Ciències.
La mitjana d'alumnes per classe de Lehigh és de 27 estudiants, el 80 % de les classes tenen menys de 35 alumnes.
En l'edició 2013 de US News & World Report's de les millors universitats, es va classificar a Lehigh com la "més selectiva" en el seu procés d'admissió i la número 38 en "Universitats nacionals (doctorats)". La revisió realitzada per The Princeton Review la classifica entre les "Millors universitats del nord-oest".